# Nagaram, Guntur
Nagaram là một mandal thuộc huyện Guntur, bang Andhra Pradesh, Ấn Độ.